# Grande Prêmio da Espanha de 1997
Resultados do Grande Prêmio da Espanha de Fórmula 1 realizado em Barcelona em 25 de maio de 1997. Sétima etapa da temporada, foi vencido pelo canadense Jacques Villeneuve, da Williams-Renault.

## Classificação da prova

### Treino oficial
| Pos.                      | Nº | Piloto                | Construtor        | Tempo    | Diferença |
| ------------------------- | -- | --------------------- | ----------------- | -------- | --------- |
| 1                         | 3  | Jacques Villeneuve    | Williams-Renault  | 1:16.525 |           |
| 2                         | 4  | Heinz-Harald Frentzen | Williams-Renault  | 1:16.791 | + 0.266   |
| 3                         | 10 | David Coulthard       | McLaren-Mercedes  | 1:17.521 | + 0.996   |
| 4                         | 7  | Jean Alesi            | Benetton-Renault  | 1:17.717 | + 1.192   |
| 5                         | 9  | Mika Häkkinen         | McLaren-Mercedes  | 1:17.737 | + 1.212   |
| 6                         | 8  | Gerhard Berger        | Benetton-Renault  | 1:18.041 | + 1.516   |
| 7                         | 5  | Michael Schumacher    | Ferrari           | 1:18.313 | + 1.788   |
| 8                         | 12 | Giancarlo Fisichella  | Jordan-Peugeot    | 1:18.385 | + 1.860   |
| 9                         | 11 | Ralf Schumacher       | Jordan-Peugeot    | 1:18.423 | + 1.898   |
| 10                        | 16 | Johnny Herbert        | Sauber-Petronas   | 1:18.494 | + 1.969   |
| 11                        | 6  | Eddie Irvine          | Ferrari           | 1:18.873 | + 2.348   |
| 12                        | 14 | Olivier Panis         | Prost-Mugen/Honda | 1:19.157 | + 2.632   |
| 13                        | 17 | Gianni Morbidelli     | Sauber-Petronas   | 1:19.323 | + 2.798   |
| 14                        | 19 | Mika Salo             | Tyrrell-Ford      | 1:20.079 | + 3.554   |
| 15                        | 1  | Damon Hill            | Arrows-Yamaha     | 1:20.089 | + 3.564   |
| 16                        | 15 | Shinji Nakano         | Prost-Mugen/Honda | 1:20.103 | + 3.578   |
| 17                        | 22 | Rubens Barrichello    | Stewart-Ford      | 1:20.255 | + 3.730   |
| 18                        | 21 | Jarno Trulli          | Minardi-Hart      | 1:20.452 | + 3.927   |
| 19                        | 18 | Jos Verstappen        | Tyrrell-Ford      | 1:20.582 | + 4.057   |
| 20                        | 20 | Ukyo Katayama         | Minardi-Hart      | 1:20.672 | + 4.147   |
| 21                        | 2  | Pedro Paulo Diniz     | Arrows-Yamaha     | 1:21.029 | + 4.504   |
| 22                        | 23 | Jan Magnussen         | Stewart-Ford      | 1:21.060 | + 4.535   |
| Limite dos 107%: 1:21.882 |    |                       |                   |          |           |
| Fonte:                    |    |                       |                   |          |           |

### Corrida
| Pos.   | Nº | Piloto                | Construtor        | Voltas | Tempo/Diferença | Grid | Pontos |
| ------ | -- | --------------------- | ----------------- | ------ | --------------- | ---- | ------ |
| 1      | 3  | Jacques Villeneuve    | Williams-Renault  | 64     | 1:30:35.896     | 1    | 10     |
| 2      | 14 | Olivier Panis         | Prost-Mugen/Honda | 64     | + 5.804         | 12   | 6      |
| 3      | 7  | Jean Alesi            | Benetton-Renault  | 64     | + 12.534        | 4    | 4      |
| 4      | 5  | Michael Schumacher    | Ferrari           | 64     | + 17.979        | 7    | 3      |
| 5      | 16 | Johnny Herbert        | Sauber-Petronas   | 64     | + 27.986        | 10   | 2      |
| 6      | 10 | David Coulthard       | McLaren-Mercedes  | 64     | + 29.744        | 3    | 1      |
| 7      | 9  | Mika Häkkinen         | McLaren-Mercedes  | 64     | + 48.785        | 5    |        |
| 8      | 4  | Heinz-Harald Frentzen | Williams-Renault  | 64     | + 1:04.139      | 2    |        |
| 9      | 12 | Giancarlo Fisichella  | Jordan-Peugeot    | 64     | + 1:04.767      | 8    |        |
| 10     | 8  | Gerhard Berger        | Benetton-Renault  | 64     | + 1:05.670      | 6    |        |
| 11     | 18 | Jos Verstappen        | Tyrrell-Ford      | 63     | + 1 volta       | 19   |        |
| 12     | 6  | Eddie Irvine          | Ferrari           | 63     | + 1 volta       | 11   |        |
| 13     | 23 | Jan Magnussen         | Stewart-Ford      | 63     | + 1 volta       | 22   |        |
| 14     | 17 | Gianni Morbidelli     | Sauber-Petronas   | 62     | + 2 voltas      | 13   |        |
| 15     | 21 | Jarno Trulli          | Minardi-Hart      | 62     | + 2 voltas      | 18   |        |
| Ret    | 2  | Pedro Paulo Diniz     | Arrows-Yamaha     | 53     | Motor           | 21   |        |
| Ret    | 11 | Ralf Schumacher       | Jordan-Peugeot    | 50     | Motor           | 9    |        |
| Ret    | 22 | Rubens Barrichello    | Stewart-Ford      | 37     | Motor           | 17   |        |
| Ret    | 19 | Mika Salo             | Tyrrell-Ford      | 35     | Punção          | 14   |        |
| Ret    | 15 | Shinji Nakano         | Prost-Mugen/Honda | 34     | Câmbio          | 16   |        |
| Ret    | 1  | Damon Hill            | Arrows-Yamaha     | 17     | Motor           | 15   |        |
| Ret    | 20 | Ukyo Katayama         | Minardi-Hart      | 11     | Câmbio          | 20   |        |
| Fonte: |    |                       |                   |        |                 |      |        |

## Tabela do campeonato após a corrida
| Pos.   | Piloto             | Pontos |
| ------ | ------------------ | ------ |
| 1      | Jacques Villeneuve | 30     |
| 2      | Michael Schumacher | 27     |
| 3      | Olivier Panis      | 15     |
| 4      | Eddie Irvine       | 14     |
| 5      | David Coulthard    | 11     |
| Fonte: |                    |        |

| Pos.   | Construtor        | Pontos |
| ------ | ----------------- | ------ |
| 1      | Ferrari           | 41     |
| 2      | Williams-Renault  | 40     |
| 3      | McLaren-Mercedes  | 21     |
| 4      | Benetton-Renault  | 17     |
| 5      | Prost-Mugen/Honda | 15     |
| Fonte: |                   |        |

- Nota: Somente as primeiras cinco posições estão listadas.